# Décès en septembre 1965
Décès
- 1961
- 1962
- 1963
- 1964
- 1965
- 1966
- 1967
- 1968
- 1969

Pour une information complémentaire, voir la page d'aide.

| Date         | Nom            | Pays                   | Activités                    | Âge | Source |
| ------------ | -------------- | ---------------------- | ---------------------------- | --- | ------ |
| 26 septembre | George Mathers | Drapeau du Royaume-Uni | Homme politique britannique. | 79  |        |